# De l'un au multiple: Traductions du chinois vers les langues européennes
De l'un au multiple: Traductions du chinois vers les langues européennes és un llibre acadèmic en francès i anglès amb assajos sobre la traducció de les llengües xineses a les lengües europees. Fou publicat en 1999 per Éditions de la MSH, la Fondation Maison des sciences de l'homme i editat per Viviane Alleton i Michael Lackner. La introducció estableix que el propòsit de l'obra és l'examinació de problemes específics trobats en la traducció del xinès a les llengües europees i de la cultura xinesa a l'occidental, en compte de promoure una nova teoria de la traducció.

## Continguts
La introducció és presentada de manera bilingüe, en francès i anglès. Paul W. Kroll, autor de la ressenya al llibre per la revista Journal of the American Oriental Society, va escriure que la gramàtica de la versió anglesa de la introducció és millorable.
L'obra conté vuit assajos en anglès i set en francès, with the essays organized into five sections. Cada article escrit en francès té un resum en anglès i viceversa. Els autors dels assajos inclouen acadèmics i investigadors. Dels autors dels assajos, 9 eren de França, 4 d'Alemanya i un de cada d'Itàlia, Noruega, Taiwan i els Estats Units.} De tots els autors, solament un, Andrew H. Plaks, és un angloparlant natiu.
Kroll va escriure que cada assaig té "numerous useful nuggets sobre paraules i frases particulars" i que "diversos" assajos "inclouen bibliografies extenses que informen sobre obres poc conegudes d'anys i segles passats." Joshua A. Fogel, un autor d'una ressenya del llibre per a The Journal of Asian Studies, escrigué que dels escriptors, no hi ha cap d'ells que "crega en la correspondència una a una entre els textos originals i els objectius".

### Assajos per capítol

#### The European game
La primera secció, "The European game" ("Le jeu européen des langues"), conté els assajos "The Role of Intermediate Languages in Translations from Chinese into German" de Wolfgang Bauer i "Italian Translations of Chinese Literature" de Federico Masini.
L'assaig de Bauer es refereix a la pràctica de la traducció del contingut primer a l'anglès o francès, "l'idioma intermedi", abans de ser traduït a l'alemany. En francès aquest tipus de doble traducció és referida com a "la belle infidèle". Bauer va escriure que els retraductors, en paraules de Fogel, "no estaven lligats a les especificitats de l'original i, per tant, solen produir obres de bellesa perdurable en alemant" mentre que els traductors directes "solien tindre grans dificultats a fer els seus textos cantar en francès o alemany". T. H. Barrett, autor de la ressenya d'aquesta obra per al Bulletin of the School of Oriental and African Studies, escrigué que "l'anglès és naturalment prominent entre" els retraductors. En aquest assaig Bauer escrigué que per l'any 2000 l'anglès es convertí en un "internacionalès" que va fer les traduccions per llengua intermèdia tornar-se obsoletes, i que per tant hi ha hagut poca atenció prestada a les llengües intermèdies. Bauer es referí a com hi havia més traductors dels xinès establits a Amèrica del Nord en comparació al xicotet nombre d'intel·lectuals xinesos qui tradueixen a llengües que no són l'anglesa. Barrett wrote that this essay was "masterful". Fogel també escrigué que els autors de les parts del llibre ja "no volen conformar-se amb belle infidèles, malgrat que, com el terme implica, hom pot reconèixer els seus mèrits."
L'assaig de Masini, titulat en francès "Les traductions italiennes de littérature chinoise", explora les traduccions de les obres en xinès a l'italià.

#### The personalities of translators
La segona secció, "The personalities of translators" ("Des traducteurs d'envergure"), conté "Literary Translations of the Classical Lyric and Drama of China in the First Half of the 20th Century: The 'Case' of Vincenz Hundhausen (1878-1955)" de Lutz Bieg, "Richard Wilhelm, a 'Sinicized' German Translator" de Michael Lackner, "Slow Poison or Magic Carpet: The Du Fu Translations by Erwin Ritter von Zach" de Monika Motsch, "Le marquis d'Hervey-Saint-Denys et les traductions littéraires: À propos d'un texte traduit par lui et retraduit par d'autres" de Angel Pino i Isabelle Rabut.
L'assaig de Bieg, el qual es titula en francès "Traductions de théâtre et de poésie chinoise classique dans la première moitié du xxe siècle", tracta sobre Vincenz Hundhausen, un traductor alemany de teatre, poesia i prosa xinesa. Bieg creu que les obres de Hundhausen són, en paraules de Fogel, "entre les millors produïdes de la seua generació." L'assaig de Lackner, titulat en francès "Richard Wilhelm, un traducteur allemand « sinisé » ?", discuteix sobre el sinòleg Richard Wilhelm. L'assaig de Motsch, titulat en francès "Poison lent ou tapis volant. Les traductions de Du Fu par Erwin Ritter von Zach", explora la traducció feta per Erwin Ritter von Zach de la poesia escrita per Du Fu. L'assaig de Pino i Rabut, titulat en anglès "The marquis D'Hervey-Saint-Denys and literary translations", tracta sobre Marie-Jean-Léon, Marquis d'Hervey de Saint Denys. Fogel escrigué que Pino i Rabut "ofereixen una anàlisi extremadament detallada de D'Hervey com a traductor, fixant-se especialment en els principis de la traducció i com els ha aplicat."

#### The translator speaks
La tercera secció, "The translator speaks" ("Le traducteur parle"), discuteix al voltant dels traductores contemporanis al moment de la publicació del llibre. Aquesta secció conté "Traduction terminable et interminable" de Jacques Dars i "La passion de traduire" d'André Lévy. Ambdós autors eren traductors reconeguts a Europa.
L'assaig de Dars titulat "Terminable and interminable translation" en anglès discuteix el procés d'intentar fer una traducció definitiva. Ho compara amb la psicoanàlisi. L'assaog de Lévy, titulat en anglès "The passion for translation", discuteix les motivacions dels traductors.

#### The versatilities of translations
La quarta secció, "The versatilities of translations" ("Les aléas des textes"), conté assajos discutint sobre assumptes referits a traduccions partics. La secció inclpu "On Mengxi bitan's World of Marginalities and 'South-pointing Needles': Fragment Translation vs. Contextual Tradition" de Daiwie Fu, "Si c'était à refaire...ou: de la difficulté de traduire ce que Confucius n'a pas dit" de Anne Cheng i "Authorital Presence in Some Pre-Buddhist Chinese Texts" de Christophe Harbsmeier.
L'assaig de Daiwie Fu, titulat "A propos de monde de la marginalité dans le Mengxi Bitan et des « aiguilles pointant vers le sud »" en francès, afirma, tal com parafrasseja Yu Xiuying (C: 于秀英, P: Yú Xiùyīng), un profesor de francès a la Universitat de Nanjing i autor d'una ressenya del llibre per a Babel, que els traductors europeus com Joseph Needham cometen una degradació dels textos inevitablmenet perquè usen una "concepció taxonòmica en les seues decisions de triar fragments per traduir i la manera de traduir-los". L'assaig utilitza Mengxi bitan) com un cas d'estudi. Fogel escrigué que l'assaig de Daiwie Fu mostra la importància de traduir "contextualment per veure com els autors originals van concebre el seu propi sistema de pensament complet" en compte de traduir "fragments d'obres amb l'objectiu d'aconseguir un esquema universal aparent". L'assaig de Fu critica Joseph Needham. L'assaig d'Anne Cheng, titulat "If it were to be redone... or: on the difficulty of translating what Confucius did not say" en anglès, discuteix una frase de les Analectes confucianes (Lunyu), "The subjects of which the Master seldom spoke were-profitableness, and also the appointments of Heaven, and perfect virtue" (T: 子罕言利與命與仁, S: 子罕言利与命与仁). Ella analitza la menra que trenta traduccions de les Analectes tradueixen l'oració. L'assaig no té informació sobre la traducció de Brooks, la qual fou la més recent. Barrett escrigué que l'assaig de Cheng va ser "acreditada" i "mostra una fina aprecició d'un pragmatisme tot britànic en l'obra de Raymond Dawson". L'assaig de Harbsmeier, titulat "Présence d'un auteur dans quelques textes chinois pré-bouddhiques" en francès, discuteix l'ús de textos anteriors a la dinastia Qin de la primera persona gramatical, i, per tant, la presència de l'autor. Barrett va escriure que l'assaig de Harbsmeier "afegeix algunes addicions valuoses a la guia bibliogràfica de 1993 de Michael Loewe".

#### Words and polysemy
La cinquena secció, "Words and polysemy" ("Rémunérer la deefaillance des mots"), parla de la polisèmia i els problemes al traduir del xinès que apareixen en quatre gèneres. Inclou: "Problèmes d'indéterminations sémantiques dans la traduction de textes philosophiques" de Jean Levi, "Noms de plantes asiatiques dans les langues européennes. Essai en forme de vade-mecum" de Georges Métailié, "Traduire ou transcrire les noms de personnages : incidences sur la lecture" de Yinde Zhang (T: 張寅德, S: 张寅德, P: Zhāng Yíndé) i "The mean, nature and self-realization. European translations of the Zhongyong" de Andrew Plaks.
L'assaig de Jean Levi, titulat "Problems of semantic indetermination in the translation of philosophical texts" en anglès, parla de la "plasticitat semàntica" que és un compoenent central dels textos filosòfics de l'Antiga Xina i com la plasticitat semàntica complica la traducció. L'autor raona que, tal com parafrasseja Fogel, "mentre que la traducció no tracta d'arribar a la perfecció, tindrà èxit si condueix a sentir-se com si fora l'original." L'assaig de Métailié, el qual es titula en anglès "Translations of Asian plant names into European languages", parla dels problemes amb la traducció dels noms de les plantes de les llengües japonesa i xinesa a les europees. L'assaig de Yinde Zhang, titulat "Translating or transcribing the names of literary characters?" en anglès, parla de la transcripció i traducció dels noms dels personatges en la ficció moderna xinesa i l'assaig compara els diferents esforços per a acomplir les tasques. L'assaig de Plaks, titulat en francès "Le milieu, la nature et la réalisation de soi Traductions européennes du Zhongyong", raona que des que el text de la Doctrina de la mitjania (Zhongyong) és "massa fàcil", aquest factor és, tal com és parafrassejat per Fogel, un "impediment major" a la traducció.

## Rebuda
Barrett va concloure que "tot estudiant britànic interessat en les humanitats xineses hauria de familiartizar-se amb els continguts d'aquest llibre".
Kroll escrigué que en aquest llibre "la majoria dels autors es preocupen més de discutir assumptes sobre fets històrics, context i desenvolupament que de demostrar les seues habilitats de traducció pròpies" per tant l'èmfasi del llibre s'inclina "més cap a la informació que l'opinió" i que els articles "són de major interés i valor que d'habitual".
Fogel va concloure que "En general, aquest assajos ofereixen una mirada nova a l'àmbit teòric, a més del pràctic, des del punt de vista dels traductors de veritat."
Yu Xiuying escrigué que l'obra tenia una gran qualitat com a obra de referència o "llibre simplement plaent" ("un livre simplement plaisant") i que el llibre seria un servei considerable ("service considérable") per als traductors especialistes.